# Индо-сейшельцы
Индо-сейшельцы — жители Сейшельских Островов, имеющие индийское происхождение. Около 10 000 индо-сейшельцев при общей численности населения Сейшельских Островов в более чем 97 000 человек составляют этническое меньшинство на Сейшельских Островах.

## Происхождение
Первыми индо-сейшельцами были южные индийцы, которых французские колонизаторы привезли в качестве рабов вместе с африканцами в 1770 году. Позднее, с началом строительства колониальных плантаций и прокладки дорог, более многочисленная группа была привлечена не в качестве рабов, а в качестве наемных рабочих (так называемые «рабочие-кули»).
Записи о прибытии индо-сейшельцев в колониальную эпоху велись плохо. Судя по имеющимся данным, корабли привозили индийцев на работу, и многие из них возвращались в Индию по окончании срока действия трудового контракта. Например, в феврале 1905 года на одном из кораблей было записано, что на Сейшельские Острова прибыло 135 индийцев, из них 106 мужчин, 42 женщины и 7 детей. Те, кто остался, интегрировались в население Сейшельских Островов.

## Демография

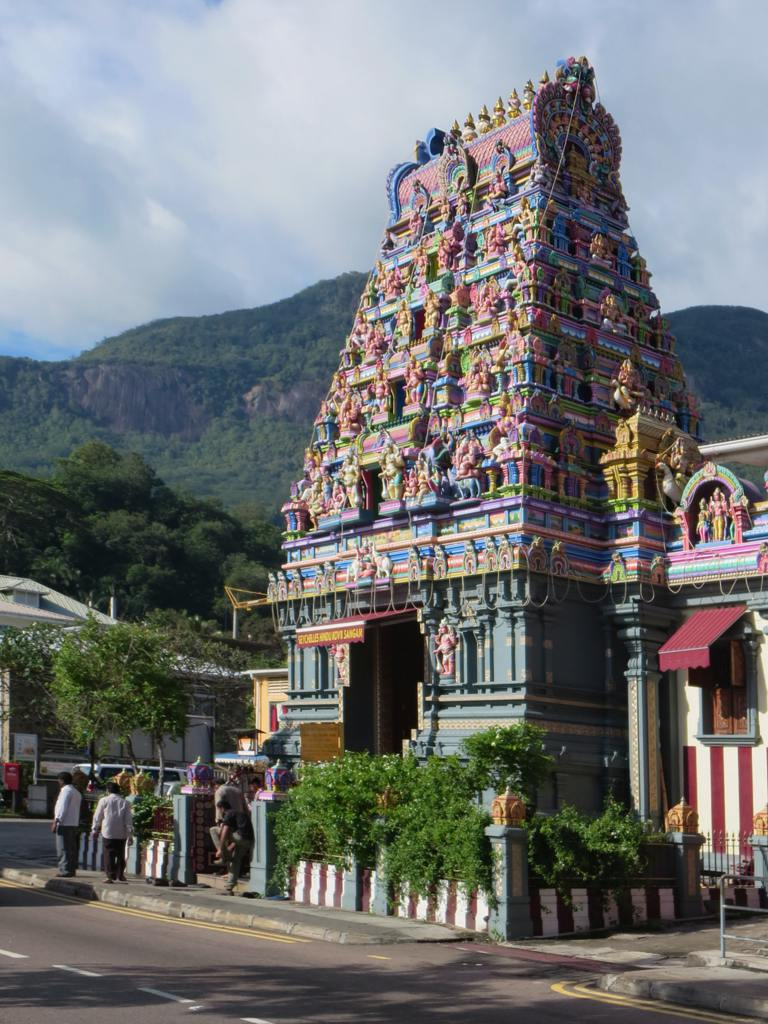
Тамильский индуистский храм в Виктории, столице Сейшельских Островов

Индийцы составляют незначительное меньшинство — чуть более 6% от всего населения.
Большинство индо-сейшельцев — индусы (ок. 60%) из Тамилнада. Остальные — индийские джайны, мусульмане, христиане и другие. Они говорят на сейшельском креольском и тамильском языках. Как правило, они составляют общину фермеров, предпринимателей, оптовиков и торговцев на Сейшельских Островах. В основном они проживают на острове Маэ, частично на Праслене и Ла-Диге, а в таких городах, как Виктория, концентрация индо-сейшельцев очень высокая[насколько?].

## Влияние в стране
Многие индо-сейшельцы вступали в браки с представителями неиндийских этнических групп, и их дети обычно причисляются к сейшельскому большинству. Они оказали заметное влияние на Сейшельские Острова, утверждает Министерство иностранных дел Индии:
В целом считается, что более 82% населения Сейшельских Островов имеют индийские корни. Многие местные магазины удовлетворяют потребности диаспоры, предлагая индийские потребительские товары. В общине есть индуистский храм, которым управляет организация «Инду Ковил Сангам». Здесь также действуют Индо-сейшельская ассоциация дружбы и Индуистский совет Сейшельских Островов.Министерство иностранных дел Индии, Доклад Комитета высшего уровня по индийской диаспоре
Оригинальный текст (англ.)Overall, it is believed that more than 82% of the population of Seychelles has some Indian roots. Many local shops cater to the needs of the Diaspora by stocking Indian consumer items. The community has established a Hindu temple that is run by the Hindu Kovil Sangam. There is also here an Indo-Seychelles Friendship Association and a Hindu Council of Seychelles.